# Joe Rothwell
Joseph Matthew Rothwell (* 11. Januar 1995 in Manchester) ist ein englischer Fußballspieler. Er spielt als Mittelfeldspieler bei den Glasgow Rangers in der Scottish Premiership.

## Karriere

### Verein
Rothwell kam im Alter von sechs Jahren zu Manchester United und unterschrieb im Sommer 2013 einen Profivertrag beim Verein.
Am 27. Januar 2015 wechselte Rothwell auf Leihbasis für den Rest der Saison zu Championship-Klub FC Blackpool, der damals auf dem neunten Platz lag. Am 18. Juli 2015 wurde er an FC Barnsley in die Football League One verliehen.
Nachdem sein Vertrag im Sommer 2016 ausgelaufen war, wechselte Rothwell zu Oxford United. Er erhielt einen bis 2018 laufenden Vertrag. Am 22. Juni 2018 unterschrieb Rothwell einen Dreijahresvertrag beim Championship-Klub Blackburn Rovers. Im Sommer 2022 verließ er den Verein mit seinem Vertragsende. Zur Saison 2022/23 wechselte Rothwell in die Premier League zu AFC Bournemouth. Er unterschrieb einen Vertrag bis zum 30. Juni 2026.
Im Winter-Transferfenster verlieh Bournemouth Rothwell zusammen ab dem 15. Januar 2024 bis Saisonende an den FC Southampton. Am 11. Juli 2024 verlieh ihn der Verein für die Gesamtsaison 2022/23 an den Zweitligisten Leeds United.
Im Juli 2025 wechselte Rothwell zu den Glasgow Rangers nach Schottland.

### Nationalmannschaft
Rothwell durchlief verschiedene englische Juniorinnen-Nationalmannschaften, darunter die U16, U17, U19 und U20. Er hätte auch für die Schottische Fußballnationalmannschaft spielen können.